# 阿尔多耶
阿尔多耶（荷蘭語：Ardooie，荷蘭語發音：[ˈɑrdoːi̯ə] ⓘ）是比利时弗拉芒大區西佛兰德省蒂爾特區的一个市镇，通行荷蘭語，是弗拉芒社群的一部分，面积34.92平方千米，人口8,988人（2018年1月1日）。